# Maximiliano Calzada
Maximiliano Calzada, vollständiger Name Maximiliano Matías Calzada Fuentes, (* 21. April 1990 in Montevideo) ist ein uruguayischer Fußballspieler.

## Karriere

### Verein
Der 1,70 Meter große, "Pochola" genannte Mittelfeldakteur Calzada steht seit der Clausura 2009 im Erstligakader Nacional Montevideos. Dort debütierte er im Mai 2009 Primera División. 2010/11 und 2011/12 wurde er mit seiner Mannschaft jeweils Uruguayischer Meister. Für die Bolsos bestritt er bis zum Abschluss der Spielzeit 2012/13 62 Partien (ein Tor) in der Primera División, sechs Begegnungen der Liguilla Pre-Libertadores, 17 Spiele der Copa Libertadores und vier in der Copa Sudamericana. In der Saison 2013/14 lief er in 25 weiteren Erstligapartien (kein Tor) auf. Auch kam er siebenmal in der Copa Libertadores 2014 zum Zug. In der Spielzeit 2014/15 wurde er in zwölf Erstligaspielen (kein Tor) eingesetzt. Nachdem sein Vertrag bei Nacional Ende Dezember 2014 geendet hatte, wurde im Januar 2015 zunächst sein Wechsel nach Rumänien zu Astra Giurgiu vermeldet. Bis zu diesem Zeitpunkt soll Calzada nach Angaben der spanischen Zeitung Marca insgesamt 127 Partien für die Erste Mannschaft in der Primera División (davon 95 Meisterschaftsspiele) sowie 150 offizielle Spiele (elf Tore) in der Reserve- bzw. Nachwuchsmannschaft (Formativas) für die "Bolsos" absolviert haben. Letztlich kam dieser Transfer nach Rumänien aber nicht zustande, da Probleme auftauchten, als er bereits zur Vertragsunterschrift in Rumänien weilte. Im Februar 2015 schloss er sich dann dem argentinischen Klubs CA Banfield an. Bis Jahresende bestritt er dort 14 Erstligaspiele (ein Tor) und zwei Partien (kein Tor) in der Copa Argentina. Anfang 2016 wechselte er zu Defensa y Justicia. Dort lief er in vier Begegnungen (kein Tor) der Primera División auf. Ab Mitte August 2016 setzte er seine Karriere bei Arsenal de Sarandí fort.

### Nationalmannschaft
Calzada gehörte der uruguayischen U-20-Auswahl an. Von seinem Debüt an, das er unter Trainer Diego Aguirre am 31. Juli 2008 im Spiel gegen Paraguay feierte, bestritt er nach Angaben der AUF insgesamt 20 Begegnungen mit der U-20. Er nahm mit dem Team an der U-20-Südamerikameisterschaft 2009 in Venezuela und der U-20-Weltmeisterschaft 2009 in Ägypten teil. 2012 war Calzada Mitglied der Olympiamannschaft Uruguays bei den Olympischen Sommerspielen in London. In dieser Auswahlmannschaft debütierte nach Angaben der AUF am 25. April 2012 gegen Ägypten und bestritt insgesamt fünf Partien.

### Erfolge
- 2× Uruguayischer Meister: 2010/11, 2011/12